# Cyperus aggregatus
El coquillo(Cyperus aggregatus) es una especie de planta del género Cyperus. Está reportada para Venezuela en todos los estados excepto en  los estados Delta Amacuro, Yaracuy, Carabobo, Lara, Portuguesa y Táchira.

## Descripción
Planta perenne, cespitosa, con rizomas endurecidos de 10 mm de grueso; culmos triquetros, 20–100 cm de alto. Hojas con láminas en forma de V, 10–75 cm de largo. Brácteas de la inflorescencia 4–7, horizontales a ligeramente ascendentes, 1–16 cm de largo, rayos 3–12, 0.4–7 cm de largo, a veces ausentes, espigas densamente cilíndricas, 6–30 mm de largo; espiguillas 20–80, elipsoides, casi cuadradas, 3–5 mm de largo y 1–1.4 mm de ancho, café doradas a pajizas, raquilla alada, caduca; escamas 1–2 (4), elípticas a ovadas, 2.4–3.4 mm de largo y 1.8–2.6 mm de ancho, 9-nervias, persistentes; estambres 3, anteras 0.4–0.6 mm de largo; estigmas 3. Fruto trígono, ampliamente elipsoide, 1.8–2.1 mm de largo y 0.8–1 mm de ancho, apiculado, liso a finamente punteado, café obscuro a café-rojizo, sésil.

## Distribución y hábitat
Frecuente, en dunas, orillas de caminos pedregosos, pastizales y claros, zonas norcentral y atlántica; 0–800 m; fl y fr may–ene; Nee 27559, Stevens 9148; Estados Unidos (Luisiana) a Argentina y en las Antillas.

## Taxonomía
Cyperus aggregatus fue descrita por (Willd.) Endl.   y publicado en Catalogus horti academici vindobonensis 1: 93. 1842.
Etimología
Ver: Cyperus
aggregatus: epíteto latino que significa "agrupados, unidos".
Sinonimia
- Cyperus cayennensis var. argentinus (Boeckeler) Kük. ex Barros
- Cyperus flavus var. aggregatus (Willd.) Kük.
- Mariscus aggregatus Willd.
- Mariscus flavus f. umbellatoflavus C.B.Clarke[6][7]

var. aggregatus
- Carex sieberi Nees ex Kunth
- Cyperus argentinus Boeckeler
- Cyperus bracteiferus Steud.
- Cyperus cayennensis (Lam.) Britton
- Cyperus flavomariscus Griseb.
- Cyperus flavus (Vahl) Nees
- Cyperus obesus Liebm.
- Cyperus productus C.Wright
- Didymia cyperomorpha Phil.
- Kyllinga cayennensis Lam.
- Kyllinga squarrosa Baldwin
- Mariscus cayennensis (Lam.) Urb.
- Mariscus confertospicatus Steud.
- Mariscus confertus Kunth
- Mariscus elatus Kunth
- Mariscus flavus Vahl
- Mariscus laevigatus Roem. & Schult.
- Mariscus laevis Kunth [Illegitimate]
- Mariscus latibracteatus Palla
- Mariscus littoralis G.Mey.
- Mariscus mexicanus Willd. ex Link
- Mariscus rigidus Spreng.
- Mariscus sylvestris Kunth
- Mariscus toluccensis Steud.

 var. gigas (Lindm.) Guagl.
- Cyperus cayennensis var. gigas (Lindm.) Barros
- Cyperus cayennensis var. umbellato-flavus (C.B. Clarke) Barros
- Cyperus flavus var. gigas (Lindm.) Kük.
- Cyperus retrorsus var. australis (Lindm.) Kük.
- Mariscus cylindricus var. australis Lindm.
- Mariscus flavus var. gigas Lindm.
- Mariscus flavus var. umbellato-flava C.B. Clarke